# Olivier Pla
Olivier Pla (Tolosa, 22 ottobre 1981) è un pilota automobilistico francese, ora impegnato nel Campionato del mondo endurance nella classe Hypercar con il team Glickenhaus.

## Carriera

### Inizi
Figlio dell'ex pilota GT e gestore di un concessionario di auto, Jean-Pierre Pla, Olivier inizia nel karting nel 1996 ottenendo dei buoni risultati. Esordisce in monoposto nella Formula Renault Campus dove ottiene quattro vittorie chiudendo terzo in classifica generale. Dal 2001 passa alla Formula 3 francese dove in due anni ottiene tre vittorie, nello stesso periodo ottiene un ottimo secondo posto nel Masters di Formula 3 a Zandvoort. Nel 2003 partecipa alla prima stagione della F3 Euro Series dove si scontra con grandi piloti come Nico Rosberg, Timo Glock, Ryan Briscoe e Robert Kubica. Pla si dimostra molto competitivo chiudendo terzo in classifica finale. L'anno seguente passa alla Formula Nissan con il team RC Motorsports. Conquista una sola vittoria e si dimostra più lenti rispetto al compagno di team Narain Karthikeyan.

### GP2
Nel 2005 passa alla GP2 Series con il team britannico DPR. Il pilota francese vince due gare, una al Hockenheim e altra a Silverstone ma non si dimostra molto costante e commette molti errori chiudendo così al 13º posto assoluto. Nel 2006 continua nella serie ma non ottiene nessun punto nella prima metà della stagione e dopo il round di Magny-Cours viene sostituito da Vitalij Petrov. Olivier Pla decide poi di lasciare le corse in monoposto per passare alle corse GT.

### Endurance
Olivier Pla partecipa all'edizione 2021 della 24 Ore di Le Mans al Glickenhaus Racing nella classe Hypercar, la nuova categoria regina dell'Campionato del mondo endurance. Al volante della nuova Glickenhaus 007, l'equipaggio ha concluso la gara 4°, nella stessa posizione della partenza, nonostante una collisione con una Toyota alla partenza. Nel 2022 partecipa l'intera stagione del Wec con Glickenhaus. Pla ottiene tre terzi posti consecutivi nelle prime tre gare della stagione, poi arriva il ritiro nella 6 Ore di Monza mentre l'equipaggio era al comando. Nelle ultime due gare il team Glickenhaus decide di non partecipare.

## Risultati

### GP2
| Anno | Scuderia | 1   | 2   | 3   | 4   | 5   | 6   | 7   | 8   | 9   | 10  | 11  | 12  | 13  | 14  | 15  | 16  | 17  | 18  | 19  | 20  | 21  | 22  | 23  | Punti | Pos. |
| ---- | -------- | --- | --- | --- | --- | --- | --- | --- | --- | --- | --- | --- | --- | --- | --- | --- | --- | --- | --- | --- | --- | --- | --- | --- | ----- | ---- |
| 2005 | DPR      | SMR | SMR | ESP | ESP | MON | EUR | EUR | FRA | FRA | GBR | GBR | GER | GER | HUN | HUN | TUR | TUR | ITA | ITA | BEL | BEL | BHR | BHR | 20    | 13º  |
| 2005 | DPR      | 9   | 5   | Rit | Rit | 9   | Rit | 8   | Rit | 9   | 8   | 1   | 8   | 1   | 7   | Rit | 9   | 17  | Rit | Rit | 11  | 10  | Rit | NP  | 20    | 13º  |
| 2006 | DPR      | VAL | VAL | SMR | SMR | EUR | EUR | ESP | ESP | MON | GBR | GBR | FRA | FRA | GER | GER | HUN | HUN | TUR | TUR | ITA | ITA |     |     | 0     | 27º  |
| 2006 | DPR      | 10  | 15  | Rit | 20† | 15  | Rit | SQ  | 20  | Rit |     |     | 16  | 9   |     |     |     |     |     |     |     |     |     |     | 0     | 27º  |
| 2007 | DPR      | BHR | BHR | ESP | ESP | MON | FRA | FRA | GBR | GBR | EUR | EUR | HUN | HUN | TUR | TUR | ITA | ITA | BEL | BEL | VAL | VAL |     |     | 0     | 35°  |
| 2007 | DPR      |     |     |     |     |     |     |     |     |     |     |     |     |     |     |     | Rit | 13  |     |     |     |     |     |     | 0     | 35°  |

### 24 Ore di Le Mans
| Anno | Team                      | Co-piloti                       | Auto                  | Classe  | Giri | Pos. | Class Pos. |
| ---- | ------------------------- | ------------------------------- | --------------------- | ------- | ---- | ---- | ---------- |
| 2008 | Quifel ASM Team           | Miguel Amaral Guy Smith         | Lola B05/40-AER       | LMP2    | 325  | 20°  | 4°         |
| 2009 | Quifel ASM Team           | Miguel Amaral Guy Smith         | Ginetta-Zytek GZ09S/2 | LMP2    | 46   | DNF  | DNF        |
| 2010 | Quifel ASM Team           | Miguel Amaral Warren Hughes     | Ginetta-Zytek GZ09S/2 | LMP2    | 318  | 20°  | 7°         |
| 2011 | Quifel ASM Team           | Miguel Amaral Warren Hughes     | Zytek 09SC            | LMP1    | 48   | DNF  | DNF        |
| 2012 | OAK Racing                | Jacques Nicolet Matthieu Lahaye | Morgan LMP2-Judd      | LMP2    | 139  | DNF  | DNF        |
| 2013 | OAK Racing                | David Hansson Alex Brundle      | Morgan LMP2-Nissan    | LMP2    | 328  | 8°   | 2°         |
| 2014 | G-Drive Racing            | Roman Rusinov Julien Canal      | Morgan LMP2-Nissan    | LMP2    | 120  | DNF  | DNF        |
| 2015 | Nissan Motorsports        | Jann Mardenborough Max Chilton  | Nissan GT-R LM Nismo  | LMP1    | 234  | DNF  | DNF        |
| 2016 | Ford Chip Ganassi Team UK | Billy Johnson Stefan Mücke      | Ford GT               | GTE Pro | 339  | 21°  | 4°         |
| 2017 | Ford Chip Ganassi Team UK | Billy Johnson Stefan Mücke      | Ford GT               | GTE Pro | 332  | 27°  | 10°        |
| 2018 | Ford Chip Ganassi Team UK | Billy Johnson Stefan Mücke      | Ford GT               | GTE Pro | 340  | 21°  | 6°         |
| 2019 | Ford Chip Ganassi Team UK | Billy Johnson Stefan Mücke      | Ford GT               | GTE Pro | 340  | 25°  | 6°         |
| 2020 | Risi Competizione         | Sébastien Bourdais Jules Gounon | Ferrari 488 GTE Evo   | GTE Pro | 339  | 23°  | 4°         |
| 2021 | Glickenhaus Racing        | Franck Mailleux Pipo Derani     | Glickenhaus 007 LMH   | LMH     | 367  | 4°   | 4°         |
| 2022 | Glickenhaus Racing        | Pipo Derani Romain Dumas        | Glickenhaus 007 LMH   | LMH     | 370  | 4°   | 4°         |

### Risultati nel WEC
| Anno    | Squadra                   | Classe    | Vettura              | SEB | SPA | LMS | SIL | SÃO | BHR | FUJ | SHA |     | Punti | Pos. |
| ------- | ------------------------- | --------- | -------------------- | --- | --- | --- | --- | --- | --- | --- | --- | --- | ----- | ---- |
| 2012    | OAK Racing                | LMP2      | Morgan LMP2          | 2   | 5   | Rit | 6   | 3   | 6   | 3   | 3   |     | 18.5  | 20°  |
| Anno    | Squadra                   | Classe    | Vettura              | SIL | SPA | LMS | SÃO | COA | FUJ | SHA | BHR |     | Punti | Pos. |
| 2013    | OAK Racing                | LMP2      | Morgan LMP2-Nissan   | 2   | 2   | 2   | 6   | 6   | 3   | 2   | 2   |     | 132.5 | 2°   |
| Anno    | Squadra                   | Classe    | Vettura              | SIL | SPA | LMS | COA | FUJ | SHA | BHR | SÃO |     | Punti | Pos. |
| 2014    | G-Drive Racing            | LMP2      | Morgan LMP2          | 1   | 1   | Rit | 3   | 1   | 1   | 3   | Rit |     | 137   | 2°   |
| Anno    | Squadra                   | Classe    | Vettura              | SIL | SPA | LMS | NÜR | COA | FUJ | SHA | BHR |     | Punti | Pos. |
| 2015    | Nissan Motorsports        | LMP1      | Nissan GT-R LM Nismo |     |     | Rit |     |     |     |     |     |     | 0     | 34°  |
| Anno    | Squadra                   | Classe    | Vettura              | SIL | SPA | LMS | NÜR | MEX | COA | FUJ | SHA | BHR | Punti | Pos. |
| 2016    | Ford Chip Ganassi Team UK | LMGTE Pro | Ford GT              | 5   | Rit | 1   | 4   | 11  | 13  | 2   | 2   | 6   | 118   | 4°   |
| Anno    | Squadra                   | Classe    | Vettura              | SIL | SPA | LMS | NÜR | MEX | COA | FUJ | SHA | BHR | Punti | Pos. |
| 2017    | Ford Chip Ganassi Team UK | LMGTE Pro | Ford GT              | 4   | 3   | 6   | 6   | 7   | 8   | 4   | 4   | 5   | 95    | 8°   |
| Anno    | Squadra                   | Classe    | Vettura              | SPA | LMS | SIL | FUJ | SHA | SEB | SPA | LMS |     | Punti | Pos. |
| 2018-19 | Ford Chip Ganassi Team UK | LMGTE Pro | Ford GT              | 1   | 3   | 6   | 8   | 7   | 18  | 10  | 4   |     | 88    | 5°   |
| Anno    | Squadra                   | Classe    | Vettura              | SPA | ALG | MON | LMS | BHR | BHR |     |     |     | Punti | Pos. |
| 2021    | Glickenhaus Racing        | Hypercar  | 007 LMH              |     |     | Rit | 4   |     |     |     |     |     | 53    | 4º   |
| Anno    | Squadra                   | Classe    | Vettura              | SEB | SPA | LMS | MON | FUJ | BHR |     |     |     | Punti | Pos. |
| 2022    | Glickenhaus Racing        | Hypercar  | 007 LMH              | 3   | 3   | 3   | Rit |     |     |     |     |     | 70    | 4°   |
| Anno    | Squadra                   | Classe    | Vettura              | SEB | ALG | SPA | LMS | MON | FUJ | BHR |     |     | Punti | Pos. |
| 2023    | Glickenhaus Racing        | Hypercar  | 007 LMH              | Rit | 8   | 8   | 5   | 8   |     |     |     |     | 34    | 10°  |
| Legenda |                           |           |                      |     |     |     |     |     |     |     |     |     |       |      |